# Albert Dejonghe
Albert Dejonghe, também conhecido como Berten Dejonghe, (Middelkerke, 14 de fevereiro de 1894 - Middelkerke, 9 de fevereiro de 1981) foi um ciclista belga que foi profissional entre 1914 e 1926. Durante estes anos conseguiu 4 vitórias, entre elas a Paris-Roubaix de 1922 e uma etapa ao Tour de França de 1923.

## Palmarés
1919
- - Vencedor de uma etapa ao Circuito de Campos de Batalha
  - 3º na Burdéus-Paris

1920
- - 2º ao Tour de Flandres
  - 2º à Volta a Bélgica
  - 2º à Paris-Tours

1922
- - 1º na Paris-Roubaix

1923
- - Vencedor de uma etapa ao Tour de França
  - 3º ao Tour de Flandres

1926
- - 1º na Paris-Angers

### Resultados ao Tour de França
- 1914. Abandona (8ª etapa)
- 1919. Abandona (2ª etapa)
- 1920. Abandona (3ª etapa)
- 1921. Abandona (9ª etapa)
- 1922. Abandona (2ª etapa)
- 1923. Abandona (6ª etapa). Vencedor de uma etapa
- 1924. Abandona (4ª etapa)
- 1925. 5º da classificação geral
- 1926. 6º da classificação geral